# Serra da Cangalha
Serra da Cangalha – krater uderzeniowy położony na granicy stanów Tocantins i Maranhão w Brazylii. Jest odsłonięty na powierzchni ziemi.
Krater powstał nie dawniej niż 300 milionów lat temu, przypuszczalnie 220 milionów lat temu, w triasie. Ma średnicę 12 km, utworzył się w skałach osadowych. Pierścień wzgórz o średnicy 7 km otacza obniżenie, koncentrycznie okalające centralne wzniesienie krateru, sięgające 420 m ponad dno krateru. W skałach wzniesienia występują stożki zderzeniowe oraz skamieniałe drewno, co wskazuje, że impakt miał miejsce na stałym lądzie. Krater był poddany badaniom grawimetrycznym i magnetometrycznym; analizy wskazują, że utworzył go upadek małej planetoidy o średnicy 1,4 km, lecącej z prędkością 12 km/s.